# Museo diocesano (Taranto)
Il Museo diocesano (o Mu.di.) è allestito nei locali del cinquecentesco Seminario arcivescovile di Taranto nella Città Vecchia.
Il Museo è stato inaugurato il 6 maggio 2011 dall'arcivescovo Benigno Luigi Papa.
Il Mu.di si sviluppa su 4 piani, con un piano seminterrato, con resti di un antico villaggio iapigio, il piano terra che comprende un auditorium da 100 posti, una sala polifunzionale (laboratorio di restauro, biblioteca multimediale, sala incontri), e il primo e secondo piano, nei quali si trovano le sezioni tematiche: Liturgica, Cristologica, Mariana, Santi, Ordini Religiosi e Confraternite, Cattedrale e Arcivescovi.
L'esposizione racchiude oltre 300 opere che abbracciano un arco temporale che va dal VII al XX secolo, fra arredi sacri, reliquie, quadri e sculture di eccezionale valore culturale. Queste sono in gran parte provenienti da chiese non più aperta al culto, o dal "Tesoro di San Cataldo" e dal patrimonio dell'arcidiocesi.

## Opere custodite
Tra le principali opere custodite c'è il tesoro di San Cataldo con la croce aurea ritrovata sul petto del Santo durante gli scavi della cattedrale dell'XI secolo, il topazio di Re Ferdinando II, un topazio brasiliano di Andrea Cariello, tele della Madonna della Salute di Nicola Porta, tele della Madonna dell'Assunta di Serafino Elmo, Il sogno di San Giuseppe di Corrado Giaquinto, Ecce Homo di Paolo De Matteis e antichi reliquiari contenenti la lingua di San Cataldo ed il sangue di San Vito.
Recentemente il Mu.di. si è arricchito dalle tele d'arte contemporanea a soggetto religioso donate dell'arcivescovo Benigno Papa.